# Râul Rășcana
Râul Rășcana este un curs de apă, afluent al râului Bahlui. 